# Maurice Tézé
Maurice Tézé est un parolier, éditeur musical, producteur de musique et imprésario français né le 31 juillet 1918 à Dol-de-Bretagne en Ille-et-Vilaine et mort le 17 mai 2016 à Genève.

## Biographie
Maurice Tézé commence à travailler dans le domaine musical dans les années 1940 où on le trouve parolier pour des chanteurs comme Jacques Hélian alors vendeurs de « partitions petits formats » populaires à l’époque (Ah y fallait pas, 1946).
En 1954, il est chez Pathé-Marconi où il participe notamment au lancement de Michèle Arnaud, Charles Aznavour, Georges Ulmer et où il gère également les carrières de grandes vedettes telles que Gilbert Bécaud, Édith Piaf et Charles Trenet.
On lui doit la découverte de Gloria Lasso qu’il remarque dans un cabaret espagnol de Paris en 1954. Il la produit chez Pathé et lui écrit quelques titres (dont Oui devant Dieu, 1961).
C’est à la fin des années 1950 qu’il prend en main la carrière de Sacha Distel, jusque-là jazzman, mais qui souhaite se lancer dans la chanson, en devenant à la fois son directeur artistique, son imprésario et son principal parolier. Pour le jeune crooner charmeur et fantaisiste, il adapte des chansons étrangères qui deviennent d’immenses succès français : Scoubidou (1958), Mon beau chapeau (1960), Scandale dans la famille (1965), Ces mots stupides (duo avec Joanna Shimkus, 1967), Toute la pluie tombe sur moi (1969), etc. Toujours pour Sacha Distel, et sur des musiques composées par Gérard Gustin, il écrit les paroles d'une quinzaine de chansons dont les plus connues sont Où ça, où ça (1963), Monsieur Cannibale (1966), Les Perroquets (1966), L'Incendie à Rio (1967), Allez donc vous faire bronzer (1968), La Bonne Humeur (1968), La Vieille Dame (1974).
En 1963, il contribue au démarrage de France Gall chez Philips en devenant, un temps, son imprésario et l’un de ses paroliers : Ne dis pas aux copains, Nounours (1964), Dis à ton capitaine (1965), J'ai retrouvé mon chien (1966).
Cela n’empêche pas Maurice Tézé d’écrire des textes pour d’autres chanteurs comme Henri Salvador (Petit lapin, Juanita Banana 1966), André Verchuren (Le Chouchou de mon cœur, 1970 repris par la suite par Annie Cordy) ou pour le Concours Eurovision de la chanson (Les Illusions de nos 20 ans, interprété par Peter, Sue & Marc concourant pour la Suisse en 1971).